# Max Moszkowski
Max Moszkowski (geb. 12. August 1873 in Breslau; gest. 1939 in Rio de Janeiro) war ein deutscher Mediziner und Forschungsreisender.

## Leben und Werk
Moszkowski wurde 1873 in Breslau geboren. Er promovierte 1899 an der Universität Breslau mit der Arbeit Experimentelle Studien über die Wirkung des Arsens, Phenols und Quecksilbers auf den Magen. Er bereiste 1907 Ceylon und Sumatra, später Neuguinea, und publizierte über seine Reisen. Zusammen mit dem entomologisch-botanischen Sammler Carl Wilhelm Ferdinand Grashoff (1879–1916) legte er umfangreiche zoologisch-botanische Sammlungen an. Die Papageien-Subspecies Alisterus chloropterus moszkowskii und verschiedene Pflanzen, darunter die Strahlenpalme Licuala moszkowskiana Becc., sind nach ihm benannt. Er beschrieb seine Reiseerfahrungen und Erlebnisse ausführlich in seiner 1909 veröffentlichten Publikation. Er nahm auf seinen Reisen auch Schädelvermessungen vor und forschte später über Tropenkrankheiten. Zur Beriberi-Krankheit unternahm er einen Selbstversuch.

## Publikationen (Auswahl)
- Experimentelle Studien über die Wirkung des Arsens, Phenols und Quecksilbers auf den Magen. Bresl. Genossenschafts-Buchdr., Breslau 1899. Breslau, Univ., Diss., 1899.
- Auf Neuen Wegen durch Sumatra. Forschungsreisen in Ost- und Zentral-Sumatra (1907). Dietrich Reimer (Ernst Vohsen), Berlin 1909. Review, JSTOR:199808.
- Ins unerforschte Neuguinea. Erlebnisse mit Kopfjägern und Kannibalen. Ullstein, Berlin 1928 (= Wege zum Wissen, 91).
- Vom Wirtschaftsleben der primitiven Völker (unter besonderer Berücksichtigung der Papua von Neuguinea und der Sakai von Sumatra). Vortrag gehalten am 10. Juli 1911 im Institut für Seeverkehr und Weltwirtschaft zu Kiel. Fischer, Jena 1911.
- Die Völkerschaften von Ost- und Zentralsumatra. In: Zeitschrift für Ethnologie, 1908, Band 40; Textarchiv – Internet Archive.
- Über zwei nicht-malayische Stämme von Ost-Sumatra. In: Zeitschrift für Ethnologie, 1908, Band 40; Textarchiv – Internet Archive.
- Die Völkerstamme am Mamberamo in Holländisch-Neuguinea und aus den vorgelagerten Insein. In: ZfE, 1911, 43, S. 315–346.
- Expedition zur Erforschung des Mamberamo in Holländisch Neu-Guinea. In: Zeitschrift der Gesellschaft für Erdkunde, 1912, S. 271–288, 365–377.
- (Übers.) Paul de Kruif: Kämpfer für das Leben: Ruhmestaten grosser Naturforscher u. Ärzte. [Men Against Death, deutsch, aus d. Amerikanischen von Max Moszkowski]. Ullstein, Berlin 1933.
- (Übers.) Thomas Hunt Morgan: Regeneration. Engelmann, Leipzig 1907. Mit Genehmigung des Verfassers aus dem Englischen übersetzt und in Gemeinschaft mit ihm vollständig neu bearbeitet von Max Moszkowski. Deutsche Ausgabe, zugleich die zweite Auflage des Originals.